# Casa Roda
Casa Roda és un habitatge del municipi de Figueres (Alt Empordà) inclòs en l'Inventari del Patrimoni Arquitectònic de Catalunya.

## Descripció
Edifici situat al costat de la plaça de l'Estació. És un edifici de planta baixa i pis. A la planta baixa presenta una porta d'entrada i dues finestres amb dintells d'ornamentació floral. Al primer pis balconada correguda de dos obertures, que repeteix l'ornamentació floral que té a sobre, en aquest cas amb una figura femenina al mig i la data de 1911. La balustrada del balcó la formen elements florals i també està decorada amb elements de ceràmica i forja. Sobre el primer pis hi ha un cos ornamental format per tres arcs escarsers, els dels dos costats al mateix nivell i el central més elevat. Aquests estan decorats en el seu timpà per decoració ceràmica i al centre d'aquest trobem un motiu floral. Cada arc té una mènsula a cada costat, les dues centrals més elevades. Les dues laterals estan decorades amb un bust femení i un escut decorat amb mosaic ceràmic amb una estrella a la part superior. Les mènsules centrals es troben decorades amb el mateix bust femení i amb un fris ceràmic a sobre. L'arc central té com a dovella clau un motiu floral i al seu timpà hi ha el nom HEJME (significa a casa, en esperanto) en ceràmica. Sota el timpà un petit òcul amb un balcó també decorat amb la mateixa ceràmica, sostingut per una gran mènsula floral.